# Floriáda
Floriáda är en ort i Grekland.   Den ligger i prefekturen Nomós Aitolías kai Akarnanías och regionen Västra Grekland, i den centrala delen av landet, 250 km nordväst om huvudstaden Aten. Floriáda ligger 570 meter över havet och antalet invånare är 132.
Terrängen runt Floriáda är kuperad.Runt Floriáda är det glesbefolkat, med 10 invånare per kvadratkilometer. Närmaste större samhälle är Arta, 16,1 km väster om Floriáda. I omgivningarna runt Floriáda växer i huvudsak blandskog.